# New Liberty
New Liberty è un comune degli Stati Uniti d'America, situato nello Stato dell'Iowa, nella contea di Scott.